# 山姆·费希尔
山姆·费希尔（英語：Sam Fisher，2001年5月17日—）是一名蘇格蘭足球運動員，司職中後衛，現時效力蘇格蘭足球冠軍聯賽球會邓迪。

## 球會生涯
费希尔自小效力邓迪，在2019年9月被外借至東基爾布萊德。他首個球季因為十字韌帶斷裂而需要做手術和休息半年。
傷癒後他與球會續約至2023年。之後他被外借到蘇格蘭甲組足球聯賽球會福弗爾競技至2021年1月，並在對鄧巴頓的賽事首次上場。之後聯賽受到2019冠状病毒影響而停罷三星期，他亦在期間被召回至母會。
2021年1月作客對拉夫流浪的比賽，他首次代表鄧迪上場。該季他共在聯賽上場4次，並在晉級附加賽期間為一名未用替補球員，而球隊最終贏勝出取得來季征戰蘇超資格。
2021年7月，费希尔再一次外借回福弗爾競技，但這次該球會是在蘇格蘭乙組足球聯賽比賽。他在8月的訓練期間受傷並使他排除比賽一段時間。他在蘇格蘭足總盃對阿布羅斯的比賽重返賽場，之後並在聯賽上場。可是不久後他再一次受傷，但這次很快康復並在节礼日對史丹侯斯姆的比賽打進生涯首顆進球。2022年1月29日，他被鄧迪召回。2月3日他重新外借回福弗爾競技至季末。